# 무게 함수
무게 함수(Weight function)는 일부 요소에 더 많은 "가중치"를 부여하거나 동일한 집합의 다른 요소보다 결과에 영향을 주기 위해 합계, 적분 또는 평균을 수행할 때 사용되는 수학적 장치이다. 무게 함수를 적용한 결과는 가중합(weighted sum) 또는 가중 평균이다. 무게 함수는 통계 및 분석에서 자주 사용되며 측정값의 개념과 밀접한 관련이 있다. 무게 함수는 이산 설정과 연속 설정 모두에 사용될 수 있다. 이것들은 "가중 미적분학" 및 "메타 미적분학"이라고 불리는 미적분학 시스템을 구성하는 데 사용될 수 있다.

## 같이 보기
- 질량 중심
- 수치적분
- 직교
- 가중 산술 평균
- 선형 결합
- 측도